# Луценко Євген Валентинович
Євге́н Валенти́нович Луце́нко (10 листопада 1980) — український футболіст. Колишній гравець футбольного клубу «Таврія» (Сімферополь).
Народився 10 листопада 1980 року в Києві, УРСР.
Випускник СДЮШОР «Динамо» (Київ). Виступав за команди «Андерлехт» (Брюссель, Бельгія), «Лозанна» (Швейцарія), «Динамо» (Москва, Росія), «Шинник» (Ярославль, Росія), «Зоря» (Луганськ). В сезонах 2004/05 — 2006/07 грав в «Чорноморці» (40 матчів, 1 гол). Захищав кольори молодіжної і юнацької збірних України. Провів два матчі в національній збірній.

## Досягнення
- Володар Кубка України 2009—10;